# Evgenij Tatarinov
Evgenij Vladimirovič Tatarinov (in russo Евгений Владимирович Татаринов?; Ekaterinburg, 6 febbraio 1999) è un calciatore russo, attaccante del Sibir'.

## Carriera
Cresciuto nel settore giovanile dell'Ural, ha esordito in prima squadra il 20 settembre 2017 in occasione dell'incontro di Kubok Rossii perso 3-0 contro lo Šinnik, mentre il 5 dicembre 2020 ha esordito anche in Prem'er-Liga, disputando l'incontro perso 5-1 contro lo Zenit San Pietroburgo.

## Statistiche

### Presenze e reti nei club
Statistiche aggiornate al 26 novembre 2022.
| Stagione        | Squadra         | Campionato      | Campionato | Campionato | Coppe nazionali | Coppe nazionali | Coppe nazionali | Coppe continentali | Coppe continentali | Coppe continentali | Altre coppe | Altre coppe | Altre coppe | Totale | Totale |
| Stagione        | Squadra         | Comp            | Pres       | Reti       | Comp            | Pres            | Reti            | Comp               | Pres               | Reti               | Comp        | Pres        | Reti        | Pres   | Reti   |
| --------------- | --------------- | --------------- | ---------- | ---------- | --------------- | --------------- | --------------- | ------------------ | ------------------ | ------------------ | ----------- | ----------- | ----------- | ------ | ------ |
| 2017-2018       | Ural            | PL              | -          | -          | CR              | 1               | 0               |                    | -                  | -                  |             | -           | -           | 1      | 0      |
| 2018-2019       | Ural-2          | 2D              | 9          | 3          |                 | -               | -               |                    | -                  | -                  |             | -           | -           | 9      | 3      |
| 2019-gen. 2020  | Torpedo Mosca   | 1D              | 12         | 0          | CR              | 1               | 0               |                    | -                  | -                  |             | -           | -           | 13     | 0      |
| 2020-2021       | Ural-2          | 2D              | 9          | 5          |                 | -               | -               |                    | -                  | -                  |             | -           | -           | 9      | 5      |
| 2021-2022       | Ural-2          | 2D              | 22         | 7          |                 | -               | -               |                    | -                  | -                  |             | -           | -           | 22     | 7      |
| 2022-2023       | Ural-2          | 2D              | 12         | 5          |                 | -               | -               |                    | -                  | -                  |             | -           | -           | 12     | 5      |
| Totale Ural-2   | Totale Ural-2   | Totale Ural-2   | 52         | 20         |                 | -               | -               |                    | -                  | -                  |             | -           | -           | 52     | 20     |
| 2020-2021       | Ural            | PL              | 3          | 0          | CR              | 0               | 0               |                    | -                  | -                  |             | -           | -           | 3      | 0      |
| 2022-2023       | Ural            | PL              | 4          | 0          | CR              | 1               | 0               |                    | -                  | -                  |             | -           | -           | 5      | 0      |
| Totale Ural     | Totale Ural     | Totale Ural     | 7          | 0          |                 | 2               | 0               |                    | -                  | -                  |             | -           | -           | 9      | 0      |
| Totale carriera | Totale carriera | Totale carriera | 71         | 20         |                 | 3               | 0               |                    | -                  | -                  |             | -           | -           | 73     | 20     |